# برایان میرس
برایان میرس (انگلیسی: Brian Mieres؛ زادهٔ ۲۸ ژوئیهٔ ۱۹۹۵) بازیکن فوتبال اهل آرژانتین است.
از باشگاه‌هایی که در آن بازی کرده‌است می‌توان به باشگاه ورزشی سن لورنسو آلماگرو اشاره کرد.